# أليسا راينر
أليسا راينر (بالإنجليزية: Alysia Reiner) هي ممثلة أمريكية، ولدت في 21 يوليو 1970 في الولايات المتحدة. بدأت مشوارها المهني سنة 1999.

## أعمال

### أفلام
- (2004) طرق جانبية[4]
- (2014) تلك اللحظة المحرجة[5][6]

### مسلسلات
- هاواي فايف أو

## وصلات خارجية
- أليسا راينر على موقع IMDb (الإنجليزية)
- أليسا راينر على موقع ألو سيني (الفرنسية)
- أليسا راينر على موقع أول موفي (الإنجليزية)
- أليسا راينر على موقع قاعدة بيانات الأفلام السويدية (السويدية)
- أليسا راينر على موقع قاعدة بيانات الفيلم (الإنجليزية)
- أليسا راينر على موقع كينوبويسك (الروسية)